# 片岡吉乃
片岡 吉乃（かたおか よしの、3月10日 - ）は、日本の漫画家。北海道出身。血液型はB型。デビュー作は『エスケープ』（当時19歳）。

## 作品リスト
全て集英社、マーガレットコミックスから刊行されている（現在は絶版）。
- STEP 1（1994年10月25日発売[2]、ISBN 4-08-848271-9）
  - STEP 1（『別マスペシャル』1993年12月お正月増刊号）
  - エスケープ（『別冊マーガレット』1993年8月号、デビュー作）
  - Ready Set For（『デラックスマーガレット』1994年1月号）
  - ガールズコンプレックス（『別冊マーガレット』1994年5月号）
  - ロスタイム（『デラックスマーガレット』1994年7月号）
- クール･ガイ（1995年 - 1996年、全3巻）
  1. 1995年10月25日発売[3]、ISBN 4-08-848418-5（『デラックスマーガレット』1995年3月号、『別冊マーガレット』1995年6月号 - 8月号）
  2. 1996年4月30日発行、ISBN 4-08-848496-7（『別冊マーガレット』1995年10月号 - 1996年1月号）
  3. 1996年8月29日発行、ISBN 4-08-848543-2（『別冊マーガレット』1996年2月号 - 5月号）
    - 〈ちょっぴり どうでもいい劇場〉別れの朝（ちょっと待って これでもうあたし達終わり?バージョン）（描きおろし）
- 天然同盟（1996年 - 1997年、全2巻）
  1. 1997年3月24日発行、ISBN 4-08-848631-5（『別冊マーガレット』1996年8月号 - 11月号）
  2. 1997年6月30日発行、ISBN 4-08-848666-8（『別冊マーガレット』1996年12月号 - 1997年2月号）
    - Fall in Love（『別冊マーガレット』1997年4月号）
- 蝶々のキス（1998年3月2日発行、『別冊マーガレット』1997年8月号 - 11月号、ISBN 4-08-848772-9、全1巻）
- 真剣ゼミ（1999年3月30日発行、ISBN 4-08-847044-3）
  - 真剣ゼミ（『別冊マーガレット』1998年3月号）
  - 能天気野郎エゴイスト（『デラックスマーガレット』1998年3月号）
  - 泳 ぐ（『デラックスマーガレット』1998年7月号）
  - 学えん天ごく（『デラックスマーガレット』1998年11月号）
- セスナ（1999年12月17日発売[4]、『別冊マーガレット』1994年10月号 - 12月号、ISBN 4-08-847160-1、全1巻）
  - 学えん天ごく2（『別マスペシャル』1999年初夏の増刊号）
- go on,baby!（2001年3月23日発売[5]、ISBN 4-08-847358-2）
  - go on,baby!（『ザ マーガレット』2000年8月号）
  - 雪とカラス（『ザ マーガレット』2000年4月号）
  - あのこがほしい!（『別マスペシャル』2000年お正月増刊号）
  - たまご（『デラックスマーガレット』2001年1月号）
- しじみちゃんファイト一発（2002年5月24日発売[6]、『デラックスマーガレット』2001年5月号、9月号、ISBN 4-08-847511-9、全1巻）
  - あそびじゃないんだ（『デラックスマーガレット』2002年3月号）
  - 夜の列車（『別冊マーガレット』2001年11月号）
- 煩悩クラス（2003年3月25日発売[7]、『別冊マーガレット』2002年8月号 - 10月号、ISBN 4-08-847615-8、全1巻）
  - Holy night（『デラックスマーガレット』2003年1月号）